# Barakzai
La dinastia Barakzai va governar l'Afganistan de fet des del 1815, quan diversos germans van dominar la major part del país, i després d'un breu restabliment dels Durrani (1839-1842) es va establir fermament el 1842. Per mitjà d'una branca col·lateral establerta el 1929 va continuar al poder fins a la proclamació de la república el 1973.

## Període de transició
- Dost Muhammad, sobirà a Kabul el 1826
- Muhammada Barazkai, sobirà a Peshawar
- Kohan Dil, sobirà a Kandahar

## Branca Sadozai dels Durrani
- Shudja Shah Durrani 1839-1842
- Altaf Djong 1842

## Emirs i reis
- Dost Muhammad (segona vegada 1842-1863)
- Sher Ali Khan 1863-1878
- Afdal Khan, pretendent 1863-1868
  - Azim Khan, pretendent 1863-1869
- Muhammad Yakub Khan 1878-1880
- Abd al-Rahman 1880-1901
- Ayyub Khan, pretendent 1880-1887
- Habibullah 1901-1919
- Amanullah 1919-1929
- Anayatullah 1929
- Nasrullah 1919
- Muhammad Nadir Shah 1929-1933 (rei)
- Muhammad Zahir Shah 1933-1973 (rei)

- Ahmed Khan, independent a Herat 1856 a 1862
- Sher Ali Khan, independent a Kandahar 1880-1882
- Habibullah II (conegut com a Bachai-Sakao, el fill de l'aiguador), usurpador tadjik, 1929